# USS Cabell
El USS Cabell (AK-166) fue un buque de carga de la clase Alamosa encargado por la Armada de los Estados Unidos para prestar servicio en la Segunda Guerra Mundial. Su misión era transportar tropas, bienes y equipos a lugares de la zona de guerra. Actualmente es un barco desaparecido.

## Hundimiento
En 1963, el Sommen fue rebautizado como el buque griego MV Donald. Sin embargo, desapareció más tarde ese año, con 26 personas y un cargamento de 5.000 t (4.900 toneladas largas; 5.500 toneladas cortas) de hierro con destino a Indonesia. La última vez que se supo del barco fue el 25 de agosto de 1963, cuando el capitán envió un mensaje diciendo que el barco había encontrado mares agitados en el océano Índico.